# کیداسته
کیداسته (به لاتین: Kidaste) یک منطقهٔ مسکونی در استونی است که در شهرستان هیو واقع شده‌است.